# Hubert Meister
Hubert Meister (* 25. September 1938 in Miesbach; † 15. November 2010 in München) war ein deutscher klassischer Organist, Musikwissenschaftler und Hochschullehrer.

## Leben und Wirken
Meister studierte Musik, Philosophie, Theologie und Musikwissenschaft in München, Innsbruck, Rom und Köln, unter anderem bei Günter Bialas. Er war Professor für Musikwissenschaft und Musiktheorie an der Musikhochschule München. Parallel dazu hatte er von 1975 bis 1992 einem Lehrauftrag für Orgel an der damaligen Kirchenmusikschule Regensburg inne.
Viele Konzerte mit Meister wurden vom Rundfunk übertragen. Auch spielte er sämtliche Triosonaten von Johann Sebastian Bach an den Silbermann-Orgeln in den Kirchen  Großhartmannsdorf und Forchheim ein.
Das Werk Johann Sebastian Bachs stand im Zentrum seiner musikwissenschaftlichen Veröffentlichungen.

## Veröffentlichungen (Auswahl)
- Untersuchungen zum Verhältnis von Text und Vertonung in den Madrigalen Carlo Gesualdos. Zugleich Dissertation, Bosse Verlag, Regensburg 1973, ISBN 978-3-7649-2098-2
- Musikalische Rhetorik und ihre Bedeutung für das Verständnis barocker Musik, besonders der Musik J. S. Bachs. Feuchtinger & Gleichauf, Regensburg 1995

## Diskografie
- Geistliche Orgelmusik aus der Romantik. Christophorus SCGLX 73 957
- J. S. Bach. Sämtliche Triosonaten. Hubert Meister an den Silbermannorgeln zu Großhartmannsdorf und Forchheim. 1993, Motette Ursina CD 11941
- Johann Sebastian Bach, Organ Works, Hubert Meister an den Mathis-Orgeln in Eichstätt, Näfels (Schweiz) und Ried i.I.(Österreich), 2 CDs. MDG (Dabringhaus&Grimm) 2011 (= Neuausgabe von Johann Sebastian Bach, Orgelwerke I-III, 3 LPs. MDG 1982–1986): BWV 541, 543, 544, 546, 547, 548, 552, 582, 542, 564, 622, 668.
- Ein Leben mit Bach. Hubert Meister spielt Orgelwerke von J. S. Bach 1685–1750. IFO classics, Saarbrücken 2013, ORG 7246.2 (CD zu „organ“-Journal für die Orgel 1/2013): Enthält bisher unveröffentlichte Aufnahmen aus den Archiven des ORF (BWV 529, BWV 533, BWV 536, BWV 539, BWV 551, BWV 562, BWV 645, BWV 662, BWV 663).